# Frans Pourbus (festő, 1545–1581)

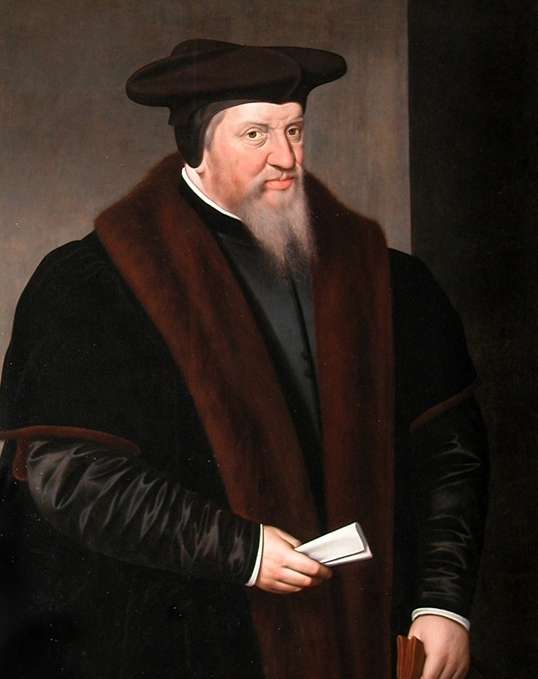
Viglius van Aytta (1507-1577) holland államférfi, jogász (Louvre, Párizs)

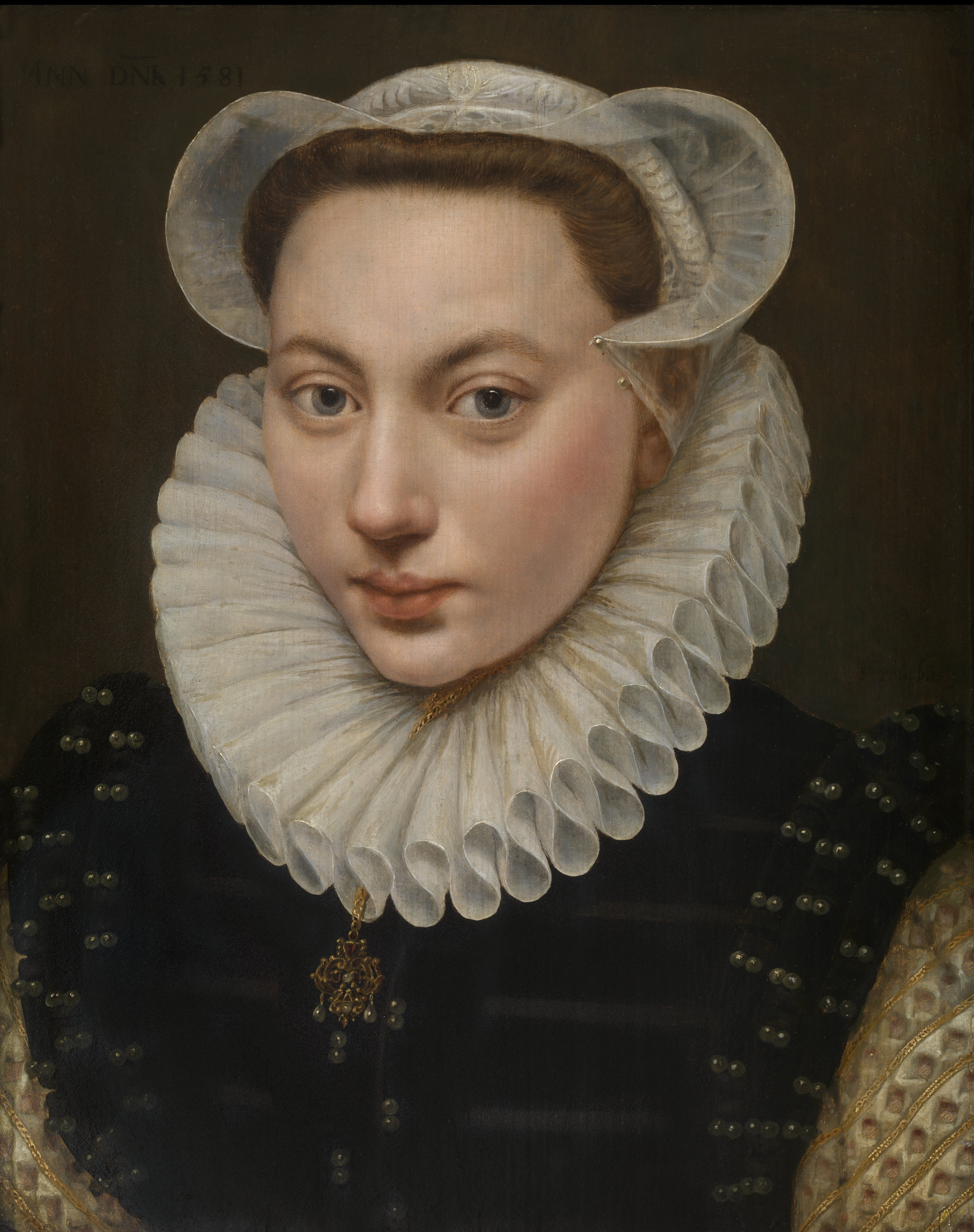
Fiatal nő arcképe (Museum of Fine Arts, Gent)

Frans Pourbus (Brugge, 1545 – Antwerpen, 1581. szeptember 19.) németalföldi portréfestő és történeti festő. Atyja Pieter Pourbus festő, építész, térképész.

## Életpályája
Mestere atyja volt és Frans Floris antwerpeni festő, aki nagyra becsülte Pourbus tehetségét és szorgalmát, Karel van Mander elmondása szerint Floris néha komolyan mondta: „Ez az én mesterem” vagy „Ott megy az én mesterem.” Frans Pourbus a portréfestésben tűnt ki, 1564-ben lett tagja az antwerpeni festőcéhnek. Tervezett külföldi utazást, el is jutott Gentig, de aztán e terve füstbe ment, mert beleszeretett Frans Floris unokahúgába, s feleségül is vette 1566 körül, s maradt vele Antwerpenben.
Van Mandel Gentben látott tőle szép oltárképeket, ott vannak azok ma is a Szent Bavo templomban. Oltárkép Krisztus megkereszteléséről, az oltárkép egyik szárnyán Krisztus körülmetélése, a másik szárnyon arcképek vannak megfestve, köztük V. Károly, II. Fülöp, Alba herceg arcképe és a festő önarcképe. A kép 1571-ből való. Sokáig atyja bruggei házában volt Szent György legendájának triptichonja, amelyet Dunkerque számra készített, s e kép ott is volt egészen a második világháborúig. Sajnos a második világháború alatt ez a kép is elpusztult, ma már csak Van Mandel leírásából ismerjük a kép egyes részleteit. A triptichon középső része Szent György lefejezését ábrázolta, ennek hátterében szép tájban a sárkány megölését lehetett látni. Az oltár szárnyaira a szent életéből vett korábbi jeleneteket festett a művész, például azt a jelenetet, amikor a szentet bálványok imádására akarták kényszeríteni.
Frans Pourbus zászlótartó volt az antwerpeni lövészeknél, egy alkalommal őrségre vonulás alatt nagyon kimelegedett a zászlólengetéstől, s amikor őrhelyén megpihent, beszívta annak a bűzös csatornának a páráját, amelyet éppen tisztogattak, ettől nagyon beteg lett, hazatérve hamar meghalt. Mindössze 36 évet élt, második felesége özvegy maradt, ki később Hans Jordaenshoz, Maarten van Cleef festő egyik tanítványához ment nőül.
Frans Pourbus rövid élete alatt is jelentős életművet hagyott hátra, azonos nevű fia, ifj. Frans Pourbus is híres portréfestő lett.